# Kane County, Illinois
Kane County är ett county i delstaten Illinois i USA. År 2010 hade countyt 515 269 invånare. Den administrativa huvudorten (county seat) är Geneva. 
Countyt har fått sitt namn efter Elias Kane som representerade Illinois i USA:s senat 1825–1835.

## Politik
Kane County har historiskt sett varit ett starkt fäste för republikanerna. Under 2000-talet har dock countyt tenderat att rösta på demokraterna i politiska val.
Republikanernas kandidat vann countyt i samtliga presidentval mellan 1916 och 2004. I valen 2008, 2012 och 2016 vann demokraternas kandidat.

## Geografi
Enligt United States Census Bureau har countyt en total area på 1 357 km². 1 347 km² av den arean är land och 10 km² är vatten.

### Angränsande countyn
- McHenry County - nord
- Cook County och DuPage County - öst
- Will County - sydost
- Kendall County - syd
- DeKalb County - väst